# Platon Kerjentsev
Platon Mikhaïlovitch Kerjentsev (en russe : Плато́н Миха́йлович Ке́рженцев), de son vrai nom Lebedev (Ле́бедев) né le 4 août 1881 à Moscou, mort le 2 juin 1940 en la même ville. Homme d'État soviétique, journaliste, économiste, écrivain et membre du Proletkoult. Devient bolchevik en 1904, anglophone et en contact avec les milieux du théâtre lors de son exil. Kerjentsev écrivit dans Vestnik Teatra.

## Premières années
Étudiant à l'université de Moscou en histoire et philologie en 1904, Kerjentsev est arrêté et incarcéré à la prison Taganskaïa et envoyé en exil à Nijni Novgorod. Il en profite pour y faire de la propagande ce qui lui vaut une nouvelle arrestation et une condamnation à trois années d'exil à Vologda.
De 1912 à 1917, il vit en exil à Londres, New York et Paris et il est correspondant pour la Pravda.

## Journaliste et diplomate
- 1918 : rédacteur aux Izvestia et commissaire du peuple à l'éducation de la R.S.F.S.R..
- 1919 : responsable de Okna ROSTA, une campagne de propagande de l'Agence télégraphique russe par le biais des affiches.
- 1920 : au bureau des commissariat du peuple aux affaires étrangères où il participe aux pourparlers des traités de Tartu, chef du Département des pays latin.
- 1921-1923 : ambassadeur en Suède; Kerjentsev signe des accords avec la Suède (non ratifié) et la Norvège.
- 1923-1925 : Kerjentsev travaille au Commissariat du peuple de chemins de fer, au comité de la Pravda et sur l'Organisation scientifique du travail.
- 1926 : Kerjentsev est ambassadeur en Italie.

Kerjentsev multipliera les postes dans l'appareil d'État et participe à l'encyclopédie soviétique Petit, la Grande Encyclopédie soviétique et à la maison d'édition encyclopédie soviétique.

## Sources
- (ru) Cet article est partiellement ou en totalité issu de l’article de Wikipédia en russe intitulé « Керженцев, Платон Михайлович » (voir la liste des auteurs).

- (en) Cet article est partiellement ou en totalité issu de l’article de Wikipédia en anglais intitulé « Platon Kerzhentsev » (voir la liste des auteurs).